# Pintor del cactus
Pintor del cactus (... - ...; fl. siglo VI a. C. es el nombre convenido dado por C. H. E. Haspels a un pintor de vasos ático activo hacia finales del siglo VI a. C.